# Blerta

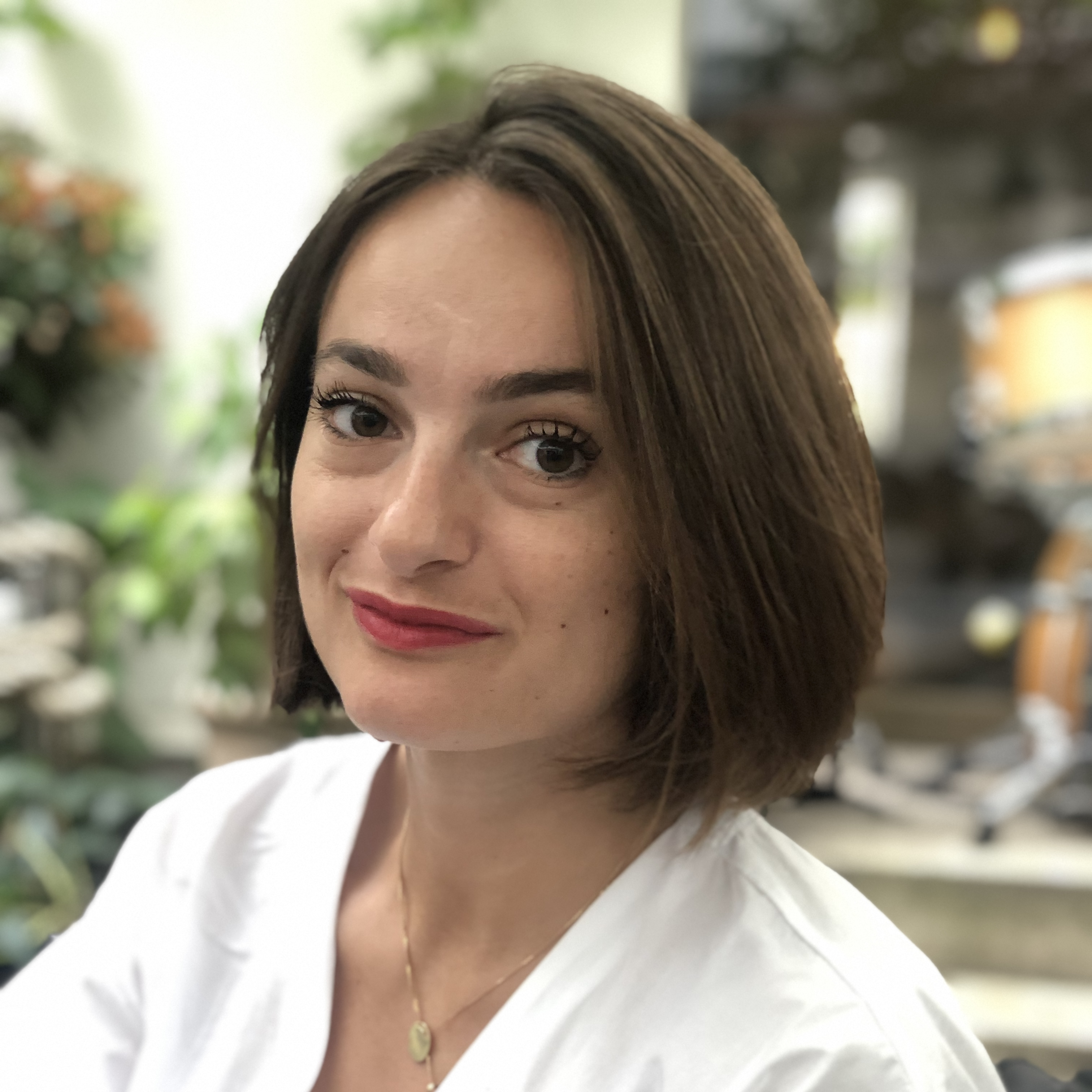
Blerta Hoti, 2019.

Blerta är ett albanskt kvinnonamn  med betydelsen grön från det albanska ordet 'blertë'.
Det motsvarande mansnamnet är Blerti.
Namnet spreds till Albanien efter 1944 och är populärt bland kosovoalbaner.
Den 14 oktober fanns det totalt 154 kvinnor med namnet som tilltalsnamn.
Namnsdag: saknas

## Personer med namnet Blerta
- Blerta Gaçe – albansk sångerska och syster till Aurela Gaçe
- Blerta Hoti, svensk politiker
- Blerta Syla, skådespelerska från Kosovo
- Blerta Zhegu, albansk operasångerska
- Blerta Basholli, författare, producent och regissör